# Merenda
Merenda (en llatí Merenda) era un cognom romà, que portaven de forma poc freqüent alguns membres de la gens Antònia i la gens Cornèlia de Roma. El nom significa berenar o menjada de mitja tarda, originàriament el que es donava als jornalers. La paraula, amb la mateixa forma, encara es conserva en la parla napolitana. La branca Merenda dels Antonii era patrícia.
Alguns personatges amb aquest cognom van ser:
- Tit Antoni Merenda, decemvir.
- Quint Antoni Merenda, tribú amb potestat consular el 422 aC
- Servi Corneli Merenda, cònsol el 274 aC.